# دورناک
دورناک (به فرانسوی: Dornac)، یا پل مارسان، با نام مستعار پل فرانسوا آرنولد کاردون (به فرانسوی: Paul François Arnold Cardon) (۶ ژانویه ۱۸۵۸–۱۰ ژانویه ۱۹۴۱) یک عکاس فرانسوی بود.

## زندگی‌نامه
دورناک متولد پاریس، از دهه ۱۸۸۰ فعال بود و در زمینه پرتره‌هایی از شخصیت‌های عکاسی در خانه یا محل کار تخصص داشت. او پدیدآورنده یک سری پرتره‌های عکاسی از سال ۱۸۸۷ تا ۱۹۱۷ با عنوان «معاصران ما در خانه‌شان» است.
بسیاری از پرتره‌های دورناک به‌طور مستقیم یا بعد از حکاکی چوب، برای مجله خبری دنیای مصور بین سال‌های ۱۸۹۰ و ۱۹۰۰ گرفته شده‌است.
دورناک در منطقه ۱۴ پاریس در ۱۰ ژانویه ۱۹۴۱ در ۸۳ سالگی درگذشت و در قبرستان پرلاشز (بخش ۷۴) دفن شده‌است.

## نگارخانه

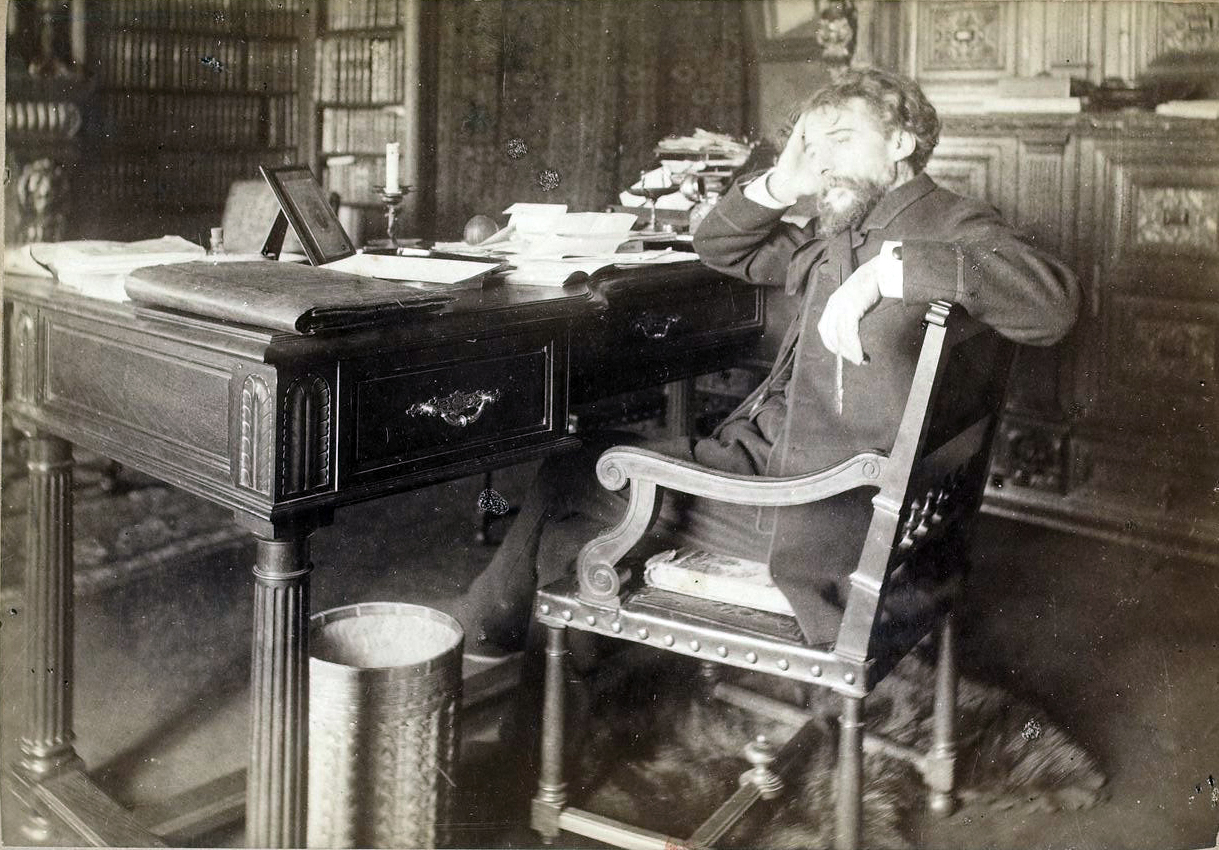
آلفونس دوده.
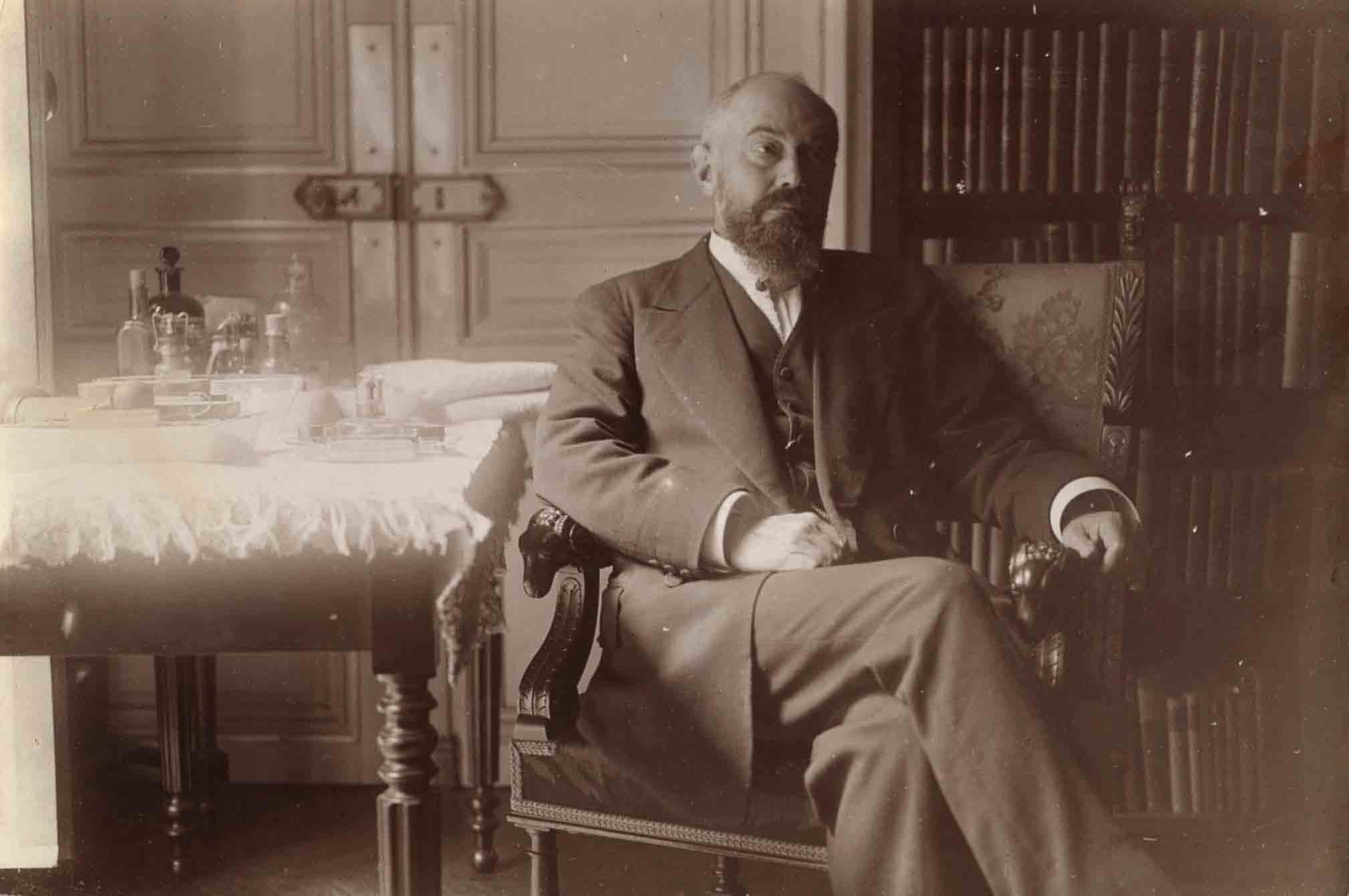
پییر ژانه.
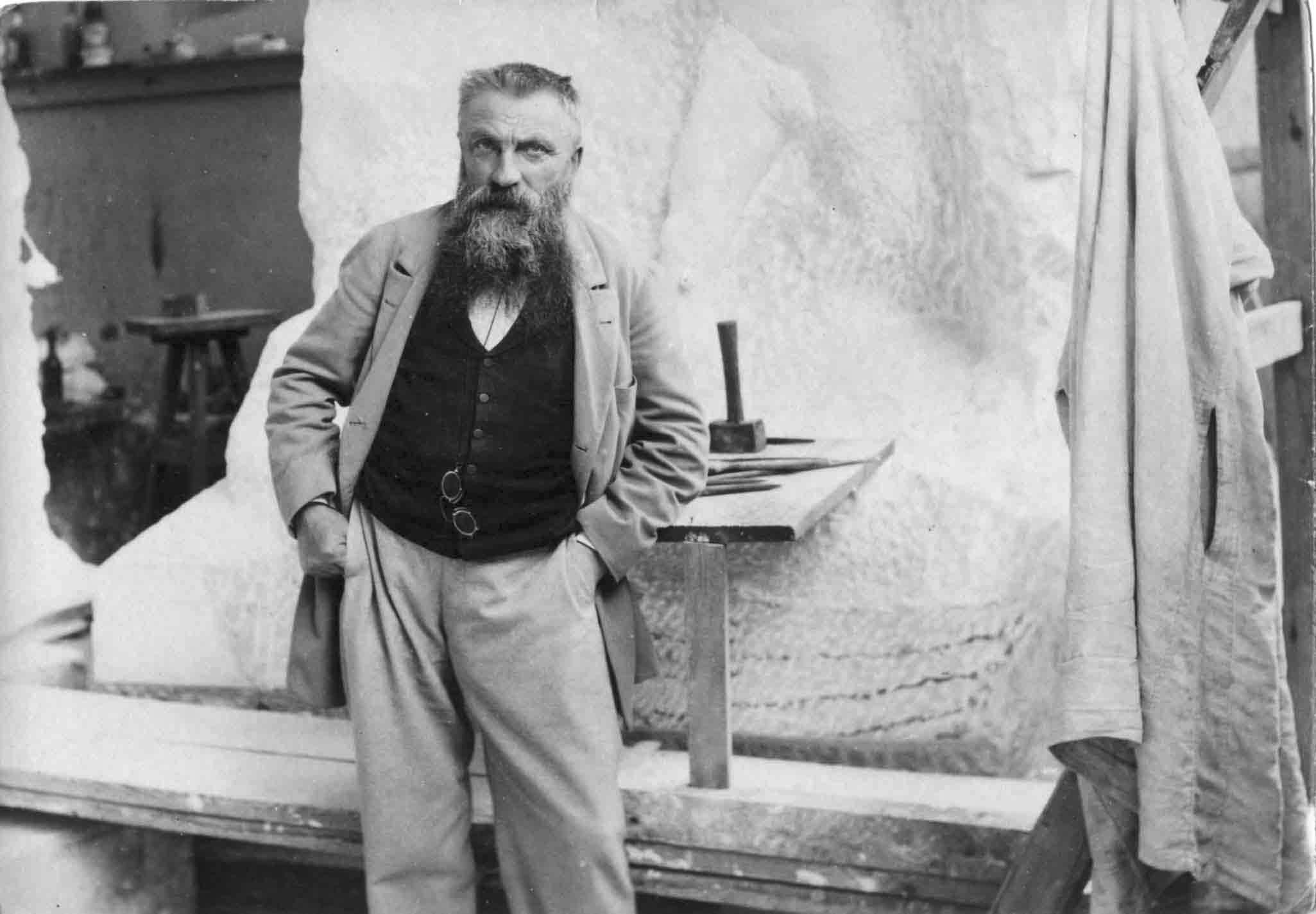
اوگوست رودن.
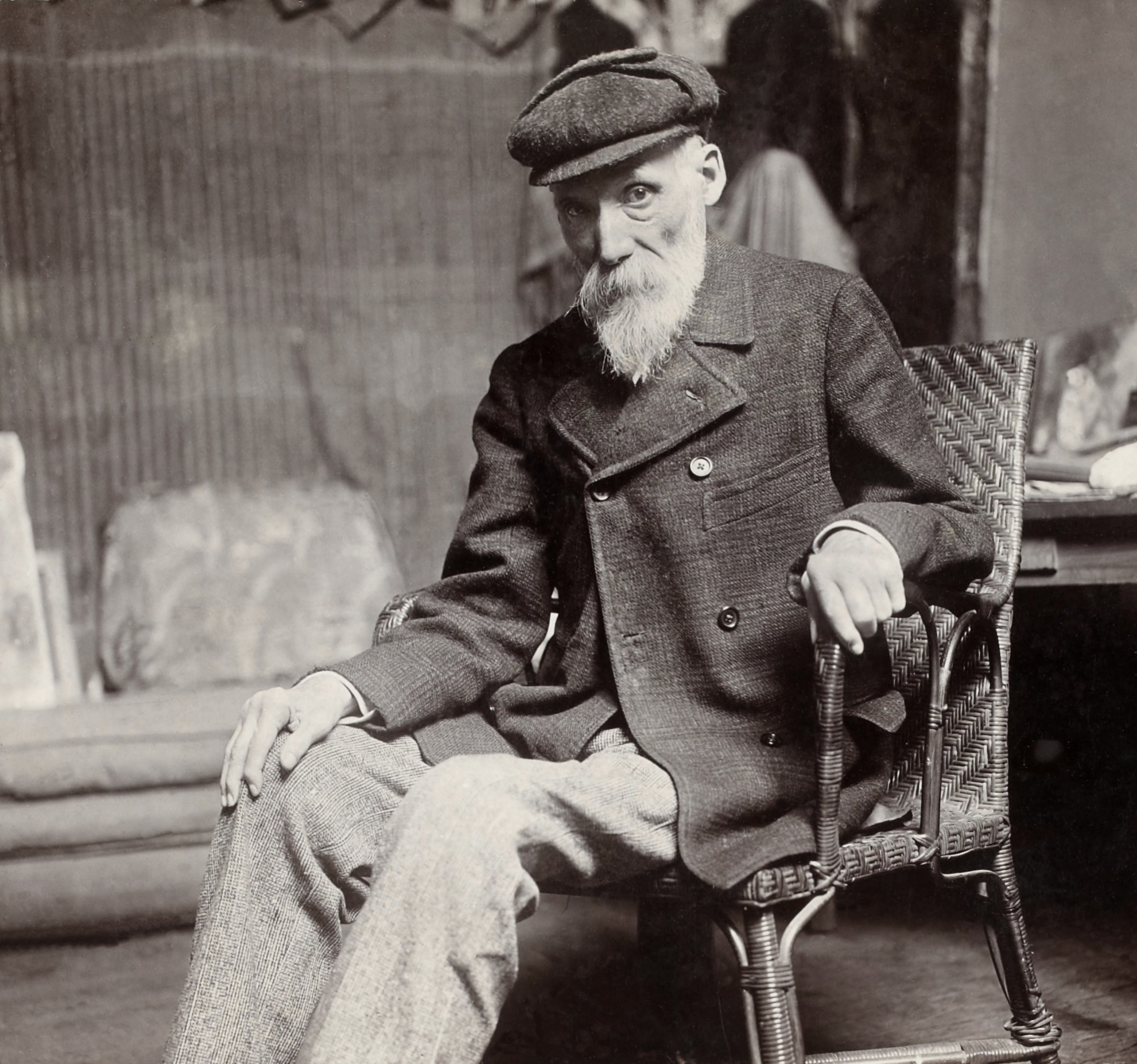
اگوست رنوار.
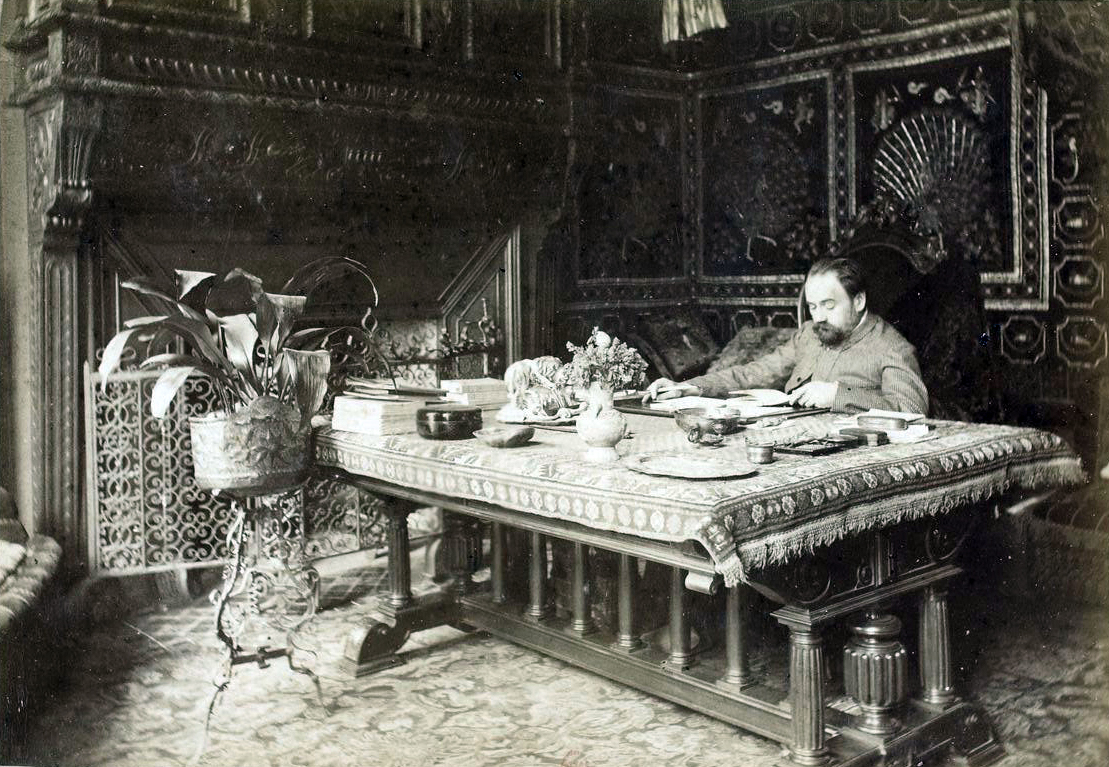
امیل زولا.